# Дедилово (посёлок станции)
Дедилово — посёлок станции (станция) в Киреевском районе Тульской области России.
В рамках административно-территориального устройства входит в Дедиловский сельский округ Киреевского района, в рамках организации местного самоуправления входит в сельское поселение Дедиловское.

## География
Расположен в 13 км к северо-востоку от города Киреевска и в 9 км к северо-востоку от села Дедилово.
Железнодорожная станция Дедилово на линии Узловая — Тула.

## Население
| 2002 | 2010 |
| ---- | ---- |
| 48   | ↗50  |

Население — 50 чел. (2010). 